# Beatrice Trabucchi
Beatrice Trabucchi, née le 30 septembre 2000 à Aoste, est une biathlète italienne.

## Biographie
Le 28 janvier 2024, elle remporte la médaille de bronze du relais mixte lors des Championnats d'Europe de biathlon à Brezno-Osrblie avec Nicola Romanin, Nicolo Betemps, et Hannah Auchentaller.

### Famille
Sa sœur cadette, Martina (en), est aussi une biathlète.

## Palmarès

### Coupe du monde
- Meilleur résultat individuel : 13e

Mis à jour le 19 mars 2024.

#### Résultats détaillés en Coupe du monde
| 2023-2024 |        |        |    |        |        |        |        |    |        |    |        |        |    |    | .  | .  | .  | .  |        |    |        |        |        |        |        | 46e |
| 2023-2024 | IN 74e | SP 67e | PU | SP 45e | PU 30e | SP 52e | PU 46e | MS | SP 66e | PU | SP 56e | PU 57e | SI | MS | SP | PU | IN | MS | IN 54e | MS | SP 39e | PU 35e | SP 21e | PU 13e | MS 13e | 46e |
| 2024-2025 |        |        |    |        |        |        |        |    |        |    |        |        |    |    | .  | .  | .  | .  |        |    |        |        |        |        |        |     |
| 2024-2025 | SI     | SP     | MS | SP 50e | PU 49e | SP     | PU     | MS | SP     | PU | IN     | MS     | SP | PU | SP | PU | IN | MS | SP     | PU | IN     | MS     | SP     | PU     | MS     |     |

### Championnats d'Europe
| Édition \ Épreuve         | Individuel | Sprint | Poursuite | Relais mixte                     | Relais mixte simple              | Relais                           |
| ------------------------- | ---------- | ------ | --------- | -------------------------------- | -------------------------------- | -------------------------------- |
| Duszniki-Zdrój 2021       | 47e        | 54e    | 46e       | —                                | —                                | Épreuve inexistante à cette date |
| Arber 2022                | 9e         | 9e     | 10e       | 18e                              | —                                | Épreuve inexistante à cette date |
| Lenzerheide 2023          | 26e        | 42e    | 33e       | —                                | —                                | Épreuve inexistante à cette date |
| Brezno-Osrblie 2024       | 8e         | 20e    | 38e       | Médaille de bronze, Europe       | —                                | Épreuve inexistante à cette date |
| Martell-Val Martello 2025 | 45e        | 52e    | 29e       | Épreuve inexistante à cette date | Épreuve inexistante à cette date | —                                |

Légende :
- : troisième place, médaille de bronze
- — : non disputée par Beatrice Trabucchi

### Championnats du monde juniors et jeunes
| Édition / Épreuve   | Individuel                 | Sprint | Poursuite | Relais                   |
| ------------------- | -------------------------- | ------ | --------- | ------------------------ |
| Brezno-Osrblie 2019 | 5e                         | 44e    | 22e       | 6e                       |
| Lenzerheide 2020    | 10e                        | 27e    | 20e       | 12e                      |
| Obertilliach 2021   | Médaille de bronze, Europe | 20e    | 6e        | Médaille d'argent, monde |
| Soldier Hollow 2022 | 7e                         | 5e     | 10e       | Médaille d'or, monde     |

Légende :
- participation aux Ch. du monde jeunes

- : première place, médaille d'or
- : deuxième place, médaille d'argent
- : troisième place, médaille de bronze